# Chiesa dei Santi Gervasio e Protasio (Campagnola Emilia)
La chiesa dei Santi Gervasio e Protasio è la parrocchiale di Campagnola Emilia, in provincia di Reggio Emilia e diocesi di Reggio Emilia-Guastalla; fa parte del vicariato della Pianura.

## Storia
Sembra che la primitiva chiesa di Campagnola fosse stata fondata sul finire del XIV secolo da Sant'Ambrogio di Milano e che fosse una pieve a cui sottostavano molti altri luoghi di culto; tuttavia, la prima citazione che ne attesta la presenza risale al 1099.
Questa chiesa, situata nella parte meridionale del paese, in borgata Motta Bernini, originariamente era a tre navate. Nei due secoli successivi si perdono le tracce della pieve, la quale riappare nei documenti appena nel 1299. La chiesa fu riedificata con dimensioni maggiori tra il 1621 ed il 1623. Nel secolo successivo questo edificio dovette essere demolito per ragioni di stabilità e, nel 1753, fu posta la prima pietra della nuova parrocchiale. I lavori, diretti all'inizio dal capomastro Giorgio Rossi, proseguirono assai a rilento, tanto che si dovette chiamare nel 1770 l'architetto milanese Bartolomeo Rocca affinché l'edificio potesse essere completato entro breve; questi lavori furono ripresi nel 1771 e portati a termine nel 1772. La parrocchiale venne abbellita negli anni Cinquanta del XX secolo e ristrutturata tra il 1988 ed il 1989.

## Descrizione
L'aula a croce greca conserva opere di pregio quali i quadretti a olio raffiguranti i Misteri del Rosario, il fonte battesimale del XIX secolo, il settecentesco altare ligneo della cappella dei Santi Francesco e Chiara proveniente dalla chiesa dei Cappuccini a Novellara, il tabernacolo in legno intarsiato, un dipinto raffigurante i Santi Luigi Gonzaga, Sebastiano, Gaetano da Thiene,  Mauro, Rocco e i patroni Gervasio e Protasio Martiri, eseguito nel 1837 da Luigi Manzini da Modena, l'altar maggiore in marmo, costruito nel 1843 da Giacomo Maggi, un dipinto di Cesare Secchi con soggetto l'Ultima Cena, dello stesso autore Gesù Buon Pastore, una statua di Santa Teresa di Lisieux, l'altare della Madonna, realizzato nel 1757 da Giuseppe Casalgrandi, un quadro raffigurante la Madonna cinturata col Bambino e i Santi Giuseppe e Francesco di Paola, opera di Giovanni Quattrini del 1753, ed uno la Madonna della Ghiara col Bambino e i santi Pietro Martire e Antonio Abate, eseguito nel Settecento.